# نهالستان (کرج)
نهالستان کرج یک منطقهٔ مسکونی در ایران است که در دهستان محمدآباد (کرج) واقع شده‌است. نهالستان کرج ۲۲ الی ۳۳ نفر جمعیت دارد.